# 不！
《不！》（英語：Nope）是一部2022年美國科幻恐怖片，由喬登·皮爾編導，丹尼爾·卡盧亞、琪琪·帕瑪和史蒂芬·連主演。講述加利福尼亞州內陸一處孤獨峽谷的居民見證了離奇而令人不寒而慄的發現。
《不！》2022年7月18日在洛杉磯中國戲院首映，7月22日美國上映。電影發行後獲得的評價以正面為主，影評家稱讚電影的雄心壯志、表演、配樂、主題、攝影、視覺風格和導演，但在劇本方面則有看法不一的意見。電影在第47屆土星獎奪得最佳科幻片獎。美國電影學會將該片列為2022年十大最佳電影名單之一。法國權威電影雜誌《電影筆記》將該片列為2022年度十佳電影第三名。

## 故事概要
1998年，在情境喜劇「Gordy's Home」演出現場的觀眾面前，發生做為動物演員的黑猩猩襲擊了現場幾位人類聯合主演的事件。時隔多年，牧場主人老奧蒂斯·海沃（Otis Haywood Sr.）在加利福尼亞州阿瓜杜斯當地為電影和電視製作訓練和管理馬匹，被一枚從天而降的5美分硬币擊穿眼睛斃命，老奧蒂斯的兒子歐傑·海沃（OJ Haywood）和女兒安莫洛·「安」·海沃（Emerald "Em" Haywood）繼承他遺留的牧場，但是歐傑和安對於未來的人生規畫方向產生分歧：歐傑試著維持父親遺留的牧場，安則冀望前往好萊塢尋求名利。
海沃兄妹聲稱，埃德沃德·邁布里奇拍攝的動物運動系列《飛馳中的馬》照片中，名為“Plate 626”的照片中的無名騎師是他們的祖先。六個月後，海沃兄妹與著名電影攝影師安特勒斯·霍爾斯特（Antlers Holst）拍攝商業廣告時，其中一匹馬 Lucky 在工作人員驚嚇時做出了激進的反應，導致海沃兄妹被排除在這項企劃外。歐傑迫於牧場的財務陷入困境，將馬匹賣給現今經營著小型西部主題公園「Jupiter's Claim」、仰賴當年發生在「Gordy's Home」演出現場事故的經歷牟取利潤的瑞奇·「朱佩」·朴（Ricky "Jupe" Park）。劇情揭示朱佩當年在「Gordy's Home」發生黑猩猩襲擊演員事件時躲在桌底下逃過一劫，受傷的黑猩猩發現並向朱佩伸手碰拳，隨即被警察持槍射殺。朱佩向歐傑提出買下兄妹倆經營的牧場的方案，安則鼓勵歐傑接受這項建議。
當天晚上，歐傑和安注意到他們週遭環境的電力產生異常波動，他們的馬消失了，對未知的存在做出了激烈的反應。稍後他們還發現一個形狀像飛碟的不明飛行物吞噬了他們的馬，然後吐出無機物，導致了他們父親的死亡。歐傑和安出於對財富和名聲的渴望，决定記錄不明飛行物存在的證據，並招募Fry的電子員工安傑·托雷斯（Angel Torres）安裝監控攝影機。雖然因為不明飛行物造成的電干擾和其中一個攝像機上的螳螂，使他們無法獲得清晰的畫面，但安傑注意到附近有一團永不移動的雲。他們推斷這是不明飛行物的藏身之處。
另一方面，幾個月來一直用海沃兄妹的馬匹餵養不明飛行物的朱佩，在他的主題公園引入了一場現場表演，並計畫在付費觀眾面前使用Lucky作為誘餌，藉此引出不明飛行物，但出乎朱佩的意料，提早現身的不明飛行物立刻吞噬了朱佩和現場觀眾。歐傑推斷出這個不明飛行物並非太空梭，而是具備掠食性和領地性的巨大飛行生物，會吃掉任何注視著牠的事物，他相信運用類似馴服和訓練馬匹的方式，可以影響這個生物的行為，在不被殺死的情况下捕捉到它的鏡頭。歐傑和安開始稱呼這個未知生物「牛仔夾克（Jean Jacket）」，決定雇請霍爾斯特協助他們的計劃，起先霍爾斯特拒絕協助歐傑和安，但由於聽見發生在「Jupiter's Claim」的索賠事故，最終重新考慮加入歐傑和安的計劃。
為了避免「牛仔夾克」對電子設備的影響，霍爾斯特帶來了一臺手搖IMAX膠片相機來拍攝鏡頭。一行人偕同安傑擬定了作戰計畫誘捕「牛仔夾克」，觀察散落的管人道具是否存在電氣故障的跡象，以推斷其在天空中的位置。但在歐傑等人執行作戰計畫的期間，一名名人八卦新聞網站TMZ的記者騎乘電動摩托車闖入現場，當該名的記者電動摩托車在靠近「牛仔夾克」的地點熄火時，記者被從機車上扔了下來，遭「牛仔夾克」吞食之際，同時懇求歐傑拍攝這一事件。儘管霍爾斯特成功捕捉到了「牛仔夾克」的鏡頭，但是癡迷於「不可能的鏡頭」的他卻想更靠近「牛仔夾克」進行拍攝，結果造成他和攝影機都被「牛仔夾克」吞噬，並迫使歐傑、安、安傑逃離現場。安傑摔倒在防水布和帶刺鐵絲網之中，所以「牛仔夾克」吸入他後又吐出來，並導致「牛仔夾克」從碟形展開成水母狀。歐傑引誘「牛仔夾克」離開他們，安則騎乘機車衝向「Jupiter's Claim」，抵達目的地後，他們解開了主題公園裡的大型氦氣球吉祥物，「牛仔夾克」試圖吞噬氣球，安趁著氣球爆炸前使用遊樂設施的模擬相機拍攝「牛仔夾克」的鏡頭。最終安拍下的照片證明了「牛仔夾克」的存在，記者們紛紛抵達附近進行採訪，安看見歐傑和他們的馬Lucky安然無恙地站在主題公園門口之後，露出欣慰的微笑。

## 演員
- 丹尼爾·卡盧亞飾演歐傑·海沃（OJ Haywood）
- 琪琪·帕瑪飾演安莫洛·「安」·海沃（Emerald "Em" Haywood）
- 史蒂芬·連飾演瑞奇·「朱佩」·朴（Ricky "Jupe" Park）
- 布蘭登·皮雷亞（英语：Brandon Perea）飾演安傑·托雷斯（Angel Torres）
- 麥可·溫考特（英语：Michael Wincott）飾演安特勒斯·霍爾斯特（Antlers Holst）
- 瑞安·施密特飾演安柏·帕克（Amber Park）
- 凱斯·大衛飾演老奧蒂斯·海沃（Otis Haywood Sr.）
- 唐娜·米爾斯（英语：Donna Mills）飾演邦妮·克萊頓（Bonnie Clayton）
- 芭比·芙蕾拉（英语：Barbie Ferreira）飾演尼絲（Nessie）
- 德文·格拉耶飾演萊德·邁布里奇（Ryder Muybridge）
- 艾迪·詹米森飾演巴斯特（Buster）
- 奧茲·柏金斯飾演芬恩·巴赫曼（Fynn Bachman）
- 泰瑞·諾特利（英语：Terry Notary）飾演戈迪（Gordy）
- 安德魯·派屈克·拉爾斯頓（英语：Andrew Patrick Ralston）飾演湯姆·羅根／布雷特·休斯頓（Tom Rogan / Brett Houston）
- 珍妮佛·拉夫勒（英语：Jennifer Lafleur）飾演菲利斯·梅貝瑞／瑪格麗特·休斯頓（Phyllis Mayberry / Margaret Houston）

## 製作
2020年11月9日，據報導一部由喬登·皮爾編劇、導演和製片、環球影業發行的未定名電影將於2022年7月22日在美國上映。2021年2月，宣佈琪琪·帕瑪和丹尼爾·卡盧亞加入演員陣容，而傑西·普萊蒙因與《花月殺手》的拍攝行程衝突無法出演電影。2021年3月，史蒂芬·連加入演員陣容。2021年7月，皮爾公佈該片的前導海報以及正式片名。同日，宣佈芭比·芙蕾拉、布蘭登·皮雷亞和麥可·溫考特加入演員陣容。

### 拍攝
主體拍攝2021年6月7日在2019冠狀病毒病疫情期間在洛杉磯開始進行。

## 發行
《不！》定檔2022年7月22日在美國上映。

## 評價
《不！》整體獲得許多媒體和影評家的好評，爛番茄基於471條評論（392條好評，79條差評），總結「新鮮度」83%，平均得分7.5/10，網站共識評價寫道：「《不！》以其獨創性和雄心壯志而令人欽佩，即使它的影響力超出了它的控制範圍，但它為喬登·皮爾不斷壯大的武器庫增添了史蒂芬·史匹柏式的奇觀」。Metacritic根據64條評論（54條好評，9篇褒貶不一，1條差評），獲得加權平均分數77分（滿分100分），代表「普遍好評」。CinemaScore調查顯示受訪觀眾在A+至F的評分區間給予本片「B」的分數，PostTrak的問卷調查顯示本片和《我們》同樣獲得79%受訪民眾的正面評價。
電影在爛番茄於2023年2月整理出60部黑人電影的排行榜中位居第27名。

### 票房
| 上一届： 《雷神索爾：愛與雷霆》 | 2022年美國週末票房冠軍 第29週 | 下一届： 《DC超級寵物軍團》 |

## 獎項
詳參《不！》獎項章節

## 外部連結
- 官方网站
- 互联网电影数据库（IMDb）上《不！》的资料（英文）
- 爛番茄上《不！》的資料（英文）
- Metacritic上《不！》的資料（英文）